# Phare de West Dennis
Le phare de West Dennis (en anglais : West Dennis Light) est un phare actif situé à West Dennis, dans le comté de Barnstable (État du Massachusetts). Il était auparavant connu sous le nom de Bass River Light. Il appartient et se trouve au sommet du Lighthouse Inn, un hôtel saisonnier.

## Histoire
Au début des années 1800, Bass River constituait un havre de sécurité important pour les goélettes et les navires de pêche dans la baie de Nantucket. À ce moment-là, une petite lumière avait été placée dans la fenêtre supérieure d'une maison privée pour aider les marins de la région. En 1850, le gouvernement fédéral des États-Unis a affecté 4.000 $ à la construction d'un phare près du brise-lames situé à l'embouchure de Bass River. En 1854, la construction de la maison-phare a commencé. Comme c'était typique des premiers phares de style du Cap Cod, la lumière faisait partie intégrante de la maison des gardiens, centrée sur le toit de l'habitation. Étant donné que la plupart de ces structures ont subi des fuites importantes, elles ont été remplacées par des tours autonomes. Le phare de West Dennis est le seul phare restant à Cap Cod construit avec cette conception. La lumière a été allumée en 1855 et est restée en service jusqu'en 1880, lorsque la United States Lighthouse Service a décidé que le phare de Bass River n'était plus nécessaire, une nouvelle lumière ayant été construite à Chatham, le phare de Stage Harbor. Après de nombreuses plaintes, la lumière a été rallumée un an plus tard, en 1881.

### Désactivation et utilisation en hôtel
Le feu a de nouveau été arrêté en 1914. L'ouverture du canal du cap Cod avait considérablement réduit le trafic dans le détroit de Nantucket et un phare automatique, le phare ouest de Bass River, avait été installé à l'entrée de Bass River. Après avoir été vendu aux enchères, la propriété du phare a été achetée par Harry K. Noyes de la société Noyes Buick à Boston. Il a agrandi la maison principale, construit plusieurs cottages et aménagé le terrain. Après sa mort en 1933, la propriété resta sur le marché pendant cinq ans jusqu'à ce que le sénateur de l'État, Everett Stone, l'achète. Stone était un promoteur originaire d’Auburn qui envisageait de développer et de vendre le terrain. Il a donc décidé de faire venir des invités pour la nuit afin d’aider à payer l’hypothèque. Un grand nombre des invités de 1938 ont demandé à revenir, Stone a alors changé d'avis sur son plan de développement local et a lancé le Lighthouse Inn.

### Réactivation
Après 75 ans d’obscurité, la lumière a été rallumée en tant que l’un des rares phares en fonctionnement appartenant à des intérêts privés et entretenus de manière privée dans le pays. La lumière a été rallumée le 7 août 1989, à l'occasion du 200e anniversaire de l'U.S. Lighthouse Service, la U.S. Coast Guard . La lumière n’est allumée que lorsque l’auberge est ouverte, du 1er mai au 31 octobre.

## Description
Le phare actuel  est une lanterne au sommet d'un hôtel saisonnier. Le bâtiment est peint en blanc et la lanterne est rouge. Il émet, à une hauteur focale de 13,5 m, un éclat blanc par période de 6 secondes. Sa portée est de 12 milles nautiques (environ 22 km).
Identifiant : ARLHS : USA-042 ; USCG : 1-14175 - Amirauté : J0425.7.
|                 |
| Nantucket Sound |

|          |
| Le phare |

|          |
| Le phare |

### Lien connexe
- Liste des phares du Massachusetts